# Хелм, Фэй
Фэй Хелм (англ. Fay Helm), полное имя Фэй Люсиль Хелм (англ. Fay Lucille Helm; 9 апреля 1909 года — 27 сентября 2003 года) — американская актриса 1930—1940-х годов.
В период с 1936 по 1946 год Хелм снялась в общей сложности в 60 фильмах, среди которых четыре комедии и цикла о Блонди 1938—1940 годов, «Закон — это я» (1938), «Победить темноту» (1939), «Женщины без имён» (1940), «Человек-волк» (1941), «Ночной монстр» (1942), «Леди-призрак» (1944), «Сокол в Сан-Франциско» (1945), «Сестра Кенни» (1946) и «Медальон» (1946).

## Ранние годы и начало карьеры
Фэй Хелм родилась 9 апреля 1909 года (по другим сведениям, 1910 года) в Бейкерсфилде, Калифорния, США в семье известного нефтяника.
В детстве Хелм выступала в школьных спектаклях, а затем в региональных театрах. Во время учёбы в Университете Орегона она продолжала играть в студенческом театре. Она также выступала в профессиональных театрах Portland Civic Theater и Bakersfield Community Theatre.

## Кинокарьера
В 1934 году Хелм прибыла в Голливуд, обратив на себя внимание продюсера Paramount Pictures Б. П. Шульберга, который подписал с ней контракт. В 1936 году она появилась в эпизодических ролях в таких престижных фильмах, как «Ярость» (1936) и «Сан-Франциско» (1936), однако в 1937 году перешла на второстепенные роли в малозначимых картинах, таких как детективная комедия «Под покровом ночи» (1937). Как в 1999 году вспоминала Хелм, Шульбергу «понравилась моя внешность, и он пригласил меня в кино. Гильдии киноактеров не было, так что я действительно была в его власти. Как бы то ни было, актрисе Сильвии Сидни, которая была его любовницей, не понравилось наше сотрудничество, и прежде чем у меня появился шанс продвинуться дальше эпизодических ролей, я оказалась за бортом».
Подписав в 1938 году контракт с Columbia Pictures, Хелм сыграла весёлую миссис Фаддл в нескольких популярных комедиях из цикла о Блонди, в которых рассказывалось о жизни молодой семейной пары — Дагвуда Бамстела (Артур Лейк) и его жены, домохозяйки Блонди (Пенни Синглтон). Всего Хелм сыграла в четырёх из шести первых фильмов о Блонди — «Блонди» (1938), «Блонди воспитывает малыша» (1939), «У Блонди проблема со слугой» (1940) и «Блонди на бюджете» (1940). В 1938 году у Хелм также были роли второго плана в двух криминальных мелодрамах — на студии Columbia в фильме «Закон — это я» (1938) с Эдвардом Г. Робинсоном и на студии Warner Bros. в фильме «Борцы с бандитизмом» (1938) с Хамфри Богартом.
В 1939 году Хелм снялась в девяти фильмах, в том числе, исполнила роль второго плана в классической мелодраме Warner Bros «Победить темноту» (1939) с Бетт Дейвис в главной роли богатой наследницы, у которой диагностируют рак мозга. Как фильм, так и Дейвис были номинированы на «Оскар». На следующий год Хелм сыграла в двенадцати фильмах, среди них мелодрама с Джинджер Роджерс «Китти Фойл» (1940), исторический биографический фильм «Линкольн в Иллиойсе» (1940) с Рэймондом Мэсси, криминальные мелодрама «Странное дело доктора Килдэра» (1940) с Лью Эйрсом и «Женщины без имён» (1940) с Эллен Дрю, в которых у Хелм были роли второго плана.
Как написал историк кино Остин Матти-Мьюз, «вероятно, самым памятным фильмом» Хелм стал хоррор «Человек-волк» (1941) на студии Universal Pictures, в котором Ларри Тэлбот (Лон Чейни) возвращается из американского колледжа домой на английские вересковые пустоши, где влюбляется в деревенскую девушку (Эвелин Анкерс), подруга которой (её играет Хелм) становится первой жертвой оборотня (Бела Лугоши). После этого оборотень кусает и Тэлбота, и хотя тот выживает, но осознаёт, что теперь он обречён каждое полнолуние превращаться в волка-людоеда. Как позднее вспоминала Хелм, «посмотрев этот фильм, зрители становились такими же дикими, как человек-волк. Я обожаю смотреть его даже сейчас, несмотря на кажущиеся любительскими (по сегодняшним меркам) спецэффекты».
Хелм сыграла также небольшие роли в мелодраме с Грир Гарсон о создании приюта для детей «Цветы в пыли» (1941), романтической мелодраме с Богартом и Сильвией Сидни «Поезда проезжают ночью» (1941), а также романтической комедии с Присциллой Лейн «Малышка на миллион» (1941).
В 1942 году вышел криминальный хоррор «Ночной монстр» (1942) с участием Лугоши и Лайонелла Этуилла, которые, правда, заняты во второстепенных ролях. Хелм получила одну из центральных ролей предположительно психически больной сестры владельца усадьбы, где происходят серия таинственных убийств, и, по словам обозревателя AllMovie, она «доминирует в этой картине». Менее значимые роли Хелм сыграла в романтической комедии с Айдой Лупино «Жизнь начинается в восемь-тридцать» (1942) и романтической мелодраме военного времени с Энн Шеридан «Крылья орла» (1942).
В 1943 году она исполнила значимую роль медсестры в приключенческом хорроре «Дикая пленница» (1943), который, по словам Матти-Мьюза, «считается одним из худших фильмов эпохи». Он рассказывает о безумном учёном (Кэррадайн), который пересаживает человеческие железы горилле, превращая обезьяну в красивую молодую девушку из джунглей (её играет Акванетта). Хелм также сыграла заметную роль жены подозреваемого в убийстве в криминальном хорроре с Лоном Чейни «Вызывая доктора Смерть» (1943), у неё также были небольшие роли в музыкальной комедии с Рэем Милландом и Полетт Годдар «Хрустальный шар» (1943) и музыкальной мелодраме с Джозефом Коттеном и Диной Дурбин «То, что она не отдаст» (1943).
В 1944 году в высоко оценённом критикой фильме нуар «Леди-призрак» (1944) Хелм сыграла небольшую, но ключевую роль неуловимой дамы в шляпе, которая могла подтвердить алиби обвинённого в убийстве инженера. В том же году Хелм появилась в небольшой роли секретарши в музыкальной мелодраме «Леди во тьме» (1944) с Джинджер Роджерс и Малландом, а также в роли жены крупного промышленника в исторической военной драме «Мадмуазель Фифи» (1944) с Симоной Симон в главной роли.
В детективе «Сокол в Сан-Франциско» (1945) с Томом Конуэем актриса снялась в ключевой роли одной из предводительниц банды, занимающейся контрабандой шёлковых тканей. У Хелм также была роль второго плана в семейном фильме «Сын Лесси» (1945), который Матти-Мьюз назвал «одной из лучших картин о собаке», а также в фильме нуар «Опасное проникновение» (1945). Кроме того, Хелм сыграла небольшую роль в биографической драме о Фредерике Шопене «Песня на память» (1945) с Корнелом Уайлдом в роли знаменитого композитора и Мерл Оберон в роли Жорж Санд.
После небольшой роли соседки главной героини (Мона Фриман) в романтической комедии «Эта девушка Бреннан» (1946) Хелм сыграла роли второго плана в фильме нуар с участием Лорейн Дэй и Роберта Митчема «Медальон» (1946) и в биографической драме с Джейн Расселл «Сестра Кенни» (1946) о медсестре, открывший метод лечения детского паралича. В 1946 году Хелм ушла из кино, чтобы сосредоточиться на семье.

## Актёрское амплуа и оценка творчества
Начиная со своих первых ролей темноволосая Фэй Хелм показала себя «талантливой характерной актрисой, излучая зрелость и ясность ума, что позволяло ей избежать традиционных ролей инженю и придавать изюминку даже самым заурядным голливудским фильмам». Тем не менее, несмотря на то, что она была эмоционально тонкой, умной актрисой, она не смогла подняться выше статуса актрисы второго плана.
Как характерная актриса Хелм сыграла череду секретарш, мудрых женщин, горничных и назойливых дам. Хотя у Хелм часто было всего несколько реплик в некоторых из её фильмов, она делала всё возможное, чтобы они были значимы. Как говорила Хелм, «меня не считали старлеткой, шлюхой или кем-то ещё из этого. Такие режиссёры, как Форд Биби, поставивший „Ночного монстра“ (1942), и В. С. Ван Дайк, снявший „Сан-Франциско“ (1938), считали, что во мне кое-что было. Я работала над своей карьерой и отдавала всю себя каждой роли, какой бы незначительной она ни была».
В 1938 году она подписала контракт со студией Columbia Pictures, сыграв весёлую миссис Фаддл в четырёх комедийных фильмах о Блонди 1938—1940 годов, которые имели большой зрительский успех, сравнимый только с успехом её фильмов ужасов. У неё также был довольно хороший период в 1940-х годах, когда она сыграла в фильмах ужасов Universal Pictures «Человек-волк» (1941) и «Ночной монстр» (1942), а также фильмах нуар «Леди-призрак» (1944) и «Медальон»(1946).
Как вспоминала Хелм о работе на Universal, «я работала с Белой Лугоши, Лоном Чейни, Клодом Рейнсом и скелетообразным Джоном Кэррадайном. Эти парни были профессиональными любителями розыгрышей и подшучивали над нами, женщинами-коллегами по фильму. Я нравилась Кэррадайну, потому что он видел во мне одного из своих, я не боялась крови». Хелм поддерживала контакт с Джоном Кэррадайном, а позже подружилась с его сыном-актёром Дэвидом Кэррадайном, сегодня известным по фильму «Убить Билла» (2003—2004).
Через пятьдесят лет после ухода из кино Хелм рассказала о причинах своего поступка: «Мне всё это так понравилось, и за годы, проведенные вдали от кинематографа, я сильно по нему скучала. Я думала о возвращении, и когда старым друзьям удалось вернуться к работе, я почувствовал легкую ревность. Проблема была в том, что, когда мне было тридцать лет, я играла женщин старше себя, и к тому времени, когда мне исполнилось 45, я почувствовала, что режиссёры хотели бы, чтобы я играла бабушек, поэтому я уволилась раньше срока, пока я всё ещё хорошо выглядела на экране и имела в запасе несколько хороших предложений».

## Личная жизнь
Фэй Хелм была замужем трижды. Первым мужем Хелм был Норман Мэйн (англ.  Norman Main), с которым она развелась в 1940 году. В 1941 году Хелм вышла замуж за адвоката Джека Харди (англ.  Jack Hardy). С 1947 года и вплоть до его смерти в 1980 году Хелм была замужем за Альбертом О. Фармером (англ.  Albert O. Farmer), в 1948 году у пары родилась дочь Лесли.

## Смерть
Фэй Хелм умерла 27 сентября 2003 года в Санта-Монике, Калифорния, США, причины смерти не разглашались.

## Фильмография
| Год  |   | Русское название                   | Оригинальное название          | Роль                                                  |
| ---- | - | ---------------------------------- | ------------------------------ | ----------------------------------------------------- |
| 1936 | ф | Ярость                             | Fury                           | горожанка (в титрах не указана)                       |
| 1936 | ф | Сан-Франциско                      | San Francisco                  | выжившая при землетрясении (в титрах не указана)      |
| 1937 | ф | Карусель 1938 года                 | Merry-Go-Round of 1938         | Изысканная Дорис                                      |
| 1937 | ф | Песня города                       | Song of the City               | Мардж                                                 |
| 1937 | ф | Девушка с идеями                   | A Girl with Ideas              | Женевьева (в титрах не указана)                       |
| 1937 | ф | Под покровом ночи                  | Under Cover of Night           | Мэгги, служанка Джанет (в титрах не указана)          |
| 1938 | ф | Закон – это я                      | I Am the Law                   | миссис Батлер                                         |
| 1938 | ф | Плохой мальчик Пека с цирком       | Peck's Bad Boy with the Circus | миссис Де Кава                                        |
| 1938 | ф | Борцы с бандитизмом                | Racket Busters                 | миссис Смит                                           |
| 1938 | ф | Блонди                             | Blondie                        | миссис Фаддл (в титрах не указана)                    |
| 1938 | ф | Полуночный взломщик                | Midnight Intruder              | Мэрион Лоринг (в титрах не указана)                   |
| 1939 | ф | Блонди воспитывает малыша          | Blondie Brings Up Baby         | миссис Фаддл                                          |
| 1939 | ф | Победить темноту                   | Dark Victory                   | мисс Додд                                             |
| 1939 | ф | Наш ведущий гражданин              | Our Leading Citizen            | Тониа                                                 |
| 1939 | ф | Ребёнок родился                    | A Child Is Born                | женщина                                               |
| 1939 | ф | Голливудская кавалькада            | Hollywood Cavalcade            | медсестра (в титрах не указана)                       |
| 1939 | ф | Свет погас                         | The Light That Failed          | рыжеволосая девушка (в титрах не указана)             |
| 1939 | ф | Сержант Мадден                     | Sergeant Madden                | медсестра (в титрах не указана)                       |
| 1939 | ф | Они выходят все                    | They All Come Out              | Мэйми Джеклин (в титрах не указана)                   |
| 1939 | ф | История доктора Дженнера           | The Story of Dr. Jenner        | миссис Эдвард Дженнер (в титрах не указана)           |
| 1940 | ф | У Блонди проблема со слугой        | Blondie Has Servant Trouble    | миссис Фаддл                                          |
| 1940 | ф | Блонди на бюджете                  | Blondie on a Budget            | миссис Фаддл                                          |
| 1940 | ф | Танцы за монетку                   | Dancing on a Dime              | мисс Гринфилд                                         |
| 1940 | ф | Странное дело доктора Килдара      | Dr. Kildare's Strange Case     | миссис Генри Адамс                                    |
| 1940 | ф | Флаг человечности                  | The Flag of Humanity           | Элси Говард                                           |
| 1940 | ф | Маленький Орви                     | Little Orvie                   | миссис Бэллистер                                      |
| 1940 | ф | Организатор досрочных освобождений | Parole Fixer                   | Рита Мэттисон                                         |
| 1940 | ф | Неукротимый                        | Untamed                        | мисс Олкотт                                           |
| 1940 | ф | Безымянные женщины                 | Women Without Names            | Милли                                                 |
| 1940 | ф | Линкольн в Иллинойсе               | Abe Lincoln in Illinois        | миссис Сет Гейл (в титрах не указана)                 |
| 1940 | ф | Китти Фойл                         | Kitty Foyle                    | чопорная девушка (в титрах не указана)                |
| 1940 | ф | Жизнь с Генри                      | Life with Henry                | секретарша в офисе (в титрах не указана)              |
| 1941 | ф | Малышка на миллион                 | Million Dollar Baby            | миссис Грэйсон                                        |
| 1941 | ф | Крутая канарейка                   | The Hard-Boiled Canary         | мисс Уилсон                                           |
| 1941 | ф | Двое в такси                       | Two in a Taxi                  | Этель                                                 |
| 1941 | ф | Человек-волк                       | The Wolf Man                   | Дженни                                                |
| 1941 | ф | Собака в саду                      | The Dog in the Orchard         | Бьюла                                                 |
| 1941 | ф | Цветы в пыли                       | Blossoms in the Dust           | Лета Элдридж, усыновляющая Тони (в титрах не указана) |
| 1941 | ф | Скачи, Келли, скачи                | Ride, Kelly, Ride              | медсестра (в титрах не указана)                       |
| 1941 | ф | Поезда проезжают ночью             | The Wagons Roll at Night       | жена (в титрах не указана)                            |
| 1942 | ф | Отдавайте, сёстры                  | Give Out, Sisters              | Сьюзен Уэйверли                                       |
| 1942 | ф | На полпути в Шанхай                | Halfway to Shanghai            | Мэрион Миллс                                          |
| 1942 | ф | Ночной монстр                      | Night Monster                  | Маргарет Ингстон                                      |
| 1942 | ф | Крылья орла                        | Wings for the Eagle            | мисс Бакстер                                          |
| 1942 | ф | Жизнь начинается в восемь-тридцать | Life Begins at Eight-Thirty    | Рути (в титрах не указана)                            |
| 1943 | ф | Вызывая доктора Смерть             | Calling Dr. Death              | миссис Дюваль                                         |
| 1943 | ф | Дикая пленница                     | Captive Wild Woman             | медсестра Стрэнд                                      |
| 1943 | ф | То, что она не отдаст              | Hers to Hold                   | Ханна Гордон                                          |
| 1943 | ф | Лунный свет в Вермонте             | Moonlight in Vermont           | Люси Мэдоуз                                           |
| 1943 | ф | Хрустальный шар                    | The Crystal Ball               | секретарша Брэда Каваны (в титрах не указана)         |
| 1943 | ф | Домик для новобрачных              | Honeymoon Lodge                | миссис Мэри Томас (в титрах не указана)               |
| 1943 | ф | Молодой и жаждущий                 | Young and Willing              | мисс Харрис (в титрах не указана)                     |
| 1944 | ф | Леди-призрак                       | Phantom Lady                   | Энн Терри                                             |
| 1944 | ф | Леди в ночи                        | Lady in the Dark               | мисс Бауэрс                                           |
| 1944 | ф | Мадемуазель Фифи                   | Mademoiselle Fifi              | жена промышленника                                    |
| 1944 | ф | Одного тела слишком много          | One Body Too Many              | Эстель Хопкинс                                        |
| 1944 | ф | Отважные леди                      | Ladies Courageous              | Уэйв (в титрах не указана)                            |
| 1945 | ф | Опасное проникновение              | Dangerous Intruder             | Миллисент                                             |
| 1945 | ф | Сокол в Сан-Франциско              | The Falcon in San Francisco    | Дорин Темпл                                           |
| 1945 | ф | Сын Лесси                          | Son of Lassie                  | Джоанна                                               |
| 1945 | ф | Песня на память                    | A Song to Remember             | мадам Шопен (в титрах не указана)                     |
| 1946 | ф | Медальон                           | The Locket                     | миссис Боннер                                         |
| 1946 | ф | Сестра Кенни                       | Sister Kenny                   | миссис Макинтайр                                      |
| 1946 | ф | Эта девушка Бреннан                | That Brennan Girl              | Хелен, соседка Зигги                                  |